# Axia napoleona
Timie corse
Espèce
Axia napoleona, la Timie corse, est une espèce de lépidoptères (papillons) de la famille des Cimeliidae.

## Répartition
C'est une espèce endémique extrêmement localisée que l'on ne retrouve que dans quelques stations corses situées à plus de 1 400 m d'altitude,.

## Description
La Timie corse ressemble à la Timie-Perle, mais a des couleurs plus ternes. Elle est caractérisée par des ailes antérieures marron clair sur lesquelles figure une tache blanche soulignée d'une bande blanche,. 

## Biologie
Les imagos volent de juin à juillet dans des forêts clairsemées d'altitude. La chenille se développe sur une Euphorbe endémique de Corse, Euphorbia insularis,.

## Dénomination
Ce taxon porte en français le nom vernaculaire ou normalisé suivant : Timie corse (La),.

## Systématique
Le nom valide complet (avec auteur) de ce taxon est Axia napoleona Schawerda, 1926.
Cette espèce a été initialement décrite en 1926 par l'entomologiste Karl Schawerda (d) comme une sous-espèce d’Axia vaulogeri sous le protonyme Axia vaulogeri napoleona Schawerda, 1926 .